# Petrolisthes dissimulatus
Petrolisthes dissimulatus is een tienpotigensoort uit de familie van de Porcellanidae. De wetenschappelijke naam van de soort is voor het eerst geldig gepubliceerd in 1983 door Gore.